# Marathon van Madrid 2010
De marathon van Madrid 2010 werd gelopen op zondag 25 april 2010. Het was de 33e editie van deze marathon. Het evenement heeft de status IAAF Silver Label Road Race. 
De overwinning bij de mannen was weggelegd voor de Keniaan Thomson Cherogony. Met een tijd van 2:11.27 verbeterde hij het parcoursrecord. Bij de vrouwen zegevierde de Ethiopische Girma Tadesse. Zij zorgde voor de eerste vrouwelijke Ethiopische overwinning in Madrid. Op de finish had ze negentien seconden voorsprong op haar landgenote Dais Letay. 
Het eveneens het toneel van de Spaanse kampioenschappen op de marathon. De nationale titels werden gewonnen door Miguel Ángel Gamonal Martin (2:17.25) en Ana Casares (2:47.50).
De marathon trok 10.000 lopers uit 49 landen.
Parallel aan de marathon werd er ook een 10 km hardloopwedstrijd georganiseerd. De overwinning hiervan ging naar de Ethiopiër Haile Gebrselassie (28.56) en de Marokkaanse Nazha Machrouh (34.17).

## Uitslagen
Mannen
| rang   | naam                        | land | tijd    |
| ------ | --------------------------- | ---- | ------- |
| Goud   | Thomson Cherogony           | KEN  | 2:11.27 |
| Zilver | Dickson Chumba              | KEN  | 2:11.54 |
| Brons  | Jonathan Kipkosgei          | KEN  | 2:13.06 |
| 4      | David Toniok                | KEN  | 2:14.45 |
| 5      | Miguel Ángel Gamonal Martin | ESP  | 2:17.27 |
| 6      | Rachid Nadij Nadij          | ESP  | 2:18.01 |
| 7      | Pablo Lopez Sanchez-Rey     | ESP  | 2:18.43 |
| 8      | Yousef Aakaou Aagaou        | ESP  | 2:19.44 |
| 9      | Asier Cuevas Ettcheto       | ESP  | 2:20.30 |
| 10     | Kahsay Kidane               | ERI  | 2:21.23 |

Vrouwen
| rang   | naam                           | land | tijd    |
| ------ | ------------------------------ | ---- | ------- |
| Goud   | Girma Tadesse                  | ETH  | 2:34.39 |
| Zilver | Hadish Letay Negash            | ETH  | 2:34.58 |
| Brons  | Justyna Bak                    | POL  | 2:37.52 |
| 4      | Lydia Njeri Mathati            | KEN  | 2:38.55 |
| 5      | Tioist Kilte Gebremekl         | ETH  | 2:43.31 |
| 6      | Ana Casares Polo               | ESP  | 2:47.50 |
| 7      | Magdaline Chemjor              | KEN  | 2:50.38 |
| 8      | Esther Hidalgo Garcia          | ESP  | 2:51.52 |
| 9      | Liuris Marta Figueredo Sanchez | CUB  | 3:04.40 |
| 10     | Daniela Sommer                 | SUI  | 3:05.19 |

1978 ·
1979 ·
1980 ·
1981 ·
1982 ·
1983 ·
1984 ·
1985 ·
1986 ·
1987 ·
1988 ·
1989 ·
1990 ·
1991 ·
1992 ·
1993 ·
1994 ·
1995 ·
1996 ·
1997 ·
1998 ·
1999 ·
2000 ·
2001 ·
2002 ·
2003 ·
2004 ·
2005 ·
2006 ·
2007 ·
2008 ·
2009 ·
2010 ·
2011 ·
2012 ·
2013 ·
2014 ·
2015 ·
2016 ·
2017